# Lilangeni
Lilangeni (L Lilangeni) är den valuta som används i Swaziland i Afrika. Valutakoden är SZL. 1 Lilangeni (pluralformen emalangeni) = 100 cents.
Valutan infördes 1974.
Valutan har en fast växelkurs sedan 1990 i Common Monetary Area (en valutaunion mellan Swaziland, Namibia, Lesotho och Sydafrika) till kursen 1 ZAR (rand), det vill säga 1 SZL = 1 ZAR.

## Användning
Valutan ges ut av Central Bank of Swaziland / Umntsholi Wemaswati, - CBS som grundades 1974 och har huvudkontoret i Mbabane.
Den sydafrikanska randen är också giltig i Swaziland.

## Valörer
- mynt: 1, 2 och 5 Emalangeni
- underenhet: 1, 2, 5, 10, 20 och 50 cents
- sedlar: 10, 20, 50, 100 och 200 SZL